# Maurice Rose

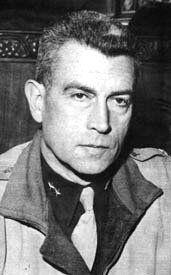
Major General (Generalmajor) Maurice Rose

Maurice Rose (* 26. November 1899 in Middletown, Connecticut; † 30. März/31. März 1945 in Kirchborchen) war ein US-amerikanischer Generalmajor. Er fiel beim Schließen des Ruhrkessels an der Spitze der von ihm geführten 3. US-Panzerdivision und war der höchstrangige Offizier der United States Army, der während des Zweiten Weltkrieges auf dem europäischen Kriegsschauplatz durch Feindeinwirkung zu Tode kam.

## Erster Weltkrieg
Rose war der Sohn des Rabbiners Samuel Rose und seiner Frau Katherine Rose. Sein Vater war zweimal verheiratet und hatte zwei Söhne. Maurice Rose trat 1916 der US Army bei und diente als Private an der mexikanischen Grenze. Nachdem er 1917 eine Fortbildung zum Offizier in Fort Riley, Kansas, abgeschlossen hatte, wurde er der Infanterie zugeteilt und mit der 89. US-Infanteriedivision nach Frankreich verschifft. Dort wurde er in der Schlacht von St. Mihiel verwundet, nahm aber später an der gesamten Maas-Argonnen-Offensive teil.

## Zwischenkriegszeit
Rose verließ die Armee 1919, um als Handelsvertreter zu arbeiten, kehrte jedoch bereits 1920 in die Armee als Hauptmann zurück und setzte seine militärische Karriere während der Zwischenkriegszeit fort. In dieser Zeit gewann er Erfahrung in der gepanzerten Kriegsführung.

## Zweiter Weltkrieg
Am 7. April 1941 wurde Rose zum Brigadegeneral befördert. In Nordafrika diente Rose bei der 1. US-Panzerdivision und war der erste Offizier, der die bedingungslose Kapitulation eines Großverbands der Achsenmächte entgegennahm.

1942 wurde er Stabschef der 2. US-Panzerdivision, was er blieb, bis er im August 1944 zum Kommandeur der 3. US-Panzerdivision ernannt wurde. Infolge seiner Verdienste während der Operation Cobra als Teil von J. Lawton Collins VII. Korps bekam er seinen zweiten Stern.

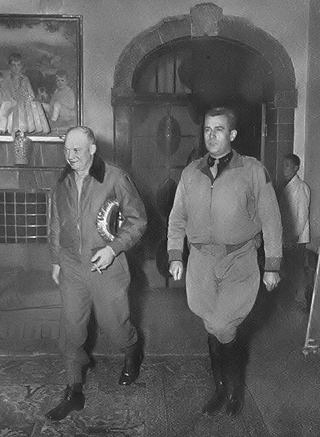
Der Oberste Alliierte Befehlshaber, General Dwight Eisenhower (links), berät sich mit Generalmajor Rose im November 1944 im 3rd Armored Command Post (einem beschlagnahmten Herrenhaus) in der Nähe von Stolberg.

Nachdem er das Kommando der Division übernommen hatte, wurde Rose für seine aggressive Führung bekannt. Unter seinem Kommando fuhren die „Spearheads“, wie seine Division genannt wurde, am 29. März 1945 in Deutschland rund 101 Meilen. Die Division spielte dabei eine zentrale Rolle in allen Feldzügen des VII. US-Korps und durchbrach als erste den Westwall.
Während des alliierten Vorstoßes im Rheingebiet stieß er mit seinen Truppen am 6. März 1945 nach Köln vor. Nach erfolgreicher Überquerung des Rheins rückten sie über den Westerwald in Richtung Marburg vor, das sie am späten Nachmittag des 28. März erreichten, und von dort am folgenden Morgen nach Norden weiter in Richtung Paderborn. Er war am Abend des 30. März auf einer Aufklärungsfahrt, um den restlichen Weg nach Paderborn auszukundschaften, als auf der Dörenhagener Straße in der Nähe des Schlosses Hamborn bei Kirchborchen plötzlich vier Tiger-Panzer der aus Ausbildungs- und Ersatzeinheiten gebildeten SS-Panzerbrigade „Westfalen“ auftauchten. Rose wies den Fahrer seines Jeeps an, in schnellem Tempo an den Panzern vorbeizufahren. Der Wagen wurde jedoch abgedrängt und prallte gegen einen Baum. Rose, sein Adjutant und sein Fahrer stiegen aus dem Jeep, um sich einem deutschen Panzerkommandanten zu ergeben, der sie aus der Turmluke seines Panzers dazu aufforderte. Als Rose zu seiner Pistole griff, um sie aus dem Holster zu nehmen oder mit dem Holster zu entfernen, erschoss der deutsche Soldat ihn.
Er durchlebte möglicherweise noch die Nacht, da manche Quellen den 31. März als Datum seines Todes angeben. Die NS-Propaganda versuchte, den Tod von Rose so darzustellen, als ob der „Judengeneral“ von Paderborner Zivilisten gefangen genommen und dann erschossen worden wäre. Eine Untersuchung der US-Streitkräfte stellte später fest, dass Rose nicht das Opfer einer Gräueltat geworden war.
Am 2. April 1945 wurde er zunächst im rückwärtigen Gebiet der US-Streitkräfte in Ittenbach bei Königswinter beigesetzt. Ende 1945 wurde Rose auf dem Friedhof von Margraten in den Niederlanden umgebettet und zunächst vorläufig nach jüdischem Ritus beigesetzt. Er hatte sich in seinem Testament 1942 eine Bestattung auf dem Nationalfriedhof Arlington gewünscht. Um jedoch Verwicklungen mit seiner Heimatgemeinde zur Frage einer jüdischen oder christlichen Bestattung aus dem Wege zu gehen, verfügte seine Witwe in einem Telegramm vom 4. August 1948, dass ihr Mann dauerhaft in Übersee begraben bleiben möge.
Rose war der höchstrangige jüdische US-Offizier im Zweiten Weltkrieg und der höchstrangige Offizier der US-Streitkräfte, der auf dem europäischen Kriegsschauplatz durch Feindeinwirkung fiel. (Lesley J. McNair war zwar Generalleutnant, kam jedoch durch Eigenbeschuss zu Tode.) Rose hinterließ neben seiner Frau zwei Söhne.

## Auszeichnungen und Ehrungen

### Auszeichnungen (Auswahl)
- Distinguished Service Cross
- Army Distinguished Service Medal
- Silver Star mit zweifachen Eichenlaub
- Legion of Merit mit Eichenlaub
- Bronze Star mit Eichenlaub
- Purple Heart mit Eichenlaub
- Ehrenlegion
- Französisches Croix de guerre mit Palme
- Belgisches Kriegskreuz mit Palme

### Ehrungen
Der 1945 als USS Admiral Hugh Rodmann für die US-Navy gebaute Truppentransporter wurde am 1. August 1946 bei Übernahme ins United States Army Transportation Corps  nach Rose in
USAT General Maurice Rose umbenannt. 1950 wurde das Schiff dem Military Sealift Command der Navy überstellt und erhielt die Bezeichnung USNS General Maurice Rose (T-AP-126). Es wurde 1967 der Reserve zugeordnet, 1990 aus dem Schiffsregister gestrichen und 1997 verschrottet. Der ehemalige Militärflugplatz in Frankfurt-Bonames wurde ebenfalls nach ihm benannt und trug den Namen Maurice Rose Airfield. Rose war Namenspatron der vormaligen Hindenburg-Kaserne in Bad Kreuznach (USAG Rheinland-Pfalz), die nach Abzug der US-Army 2008 in den Gewerbepark General Rose umgewandelt wurde. Die Rose Barracks  in Vilseck am Truppenübungsplatz Grafenwöhr  ist einer von vier Standorten der USAG Bavaria und beherbergt das 2nd Cavalry Regiment.
Außerdem erinnern das Rose Medical Center in Denver und das MG Maurice Rose United States Armed Forces Reserve Center in seiner Heimatstadt Middletown an ihn. Weiterhin wurde in Denver ein Denkmal für ihn errichtet.
Der Ruhrkessel (englisch Ruhr Pocket) wird in den USA auch als  Rose Pocket bezeichnet.